# Z dala od zgiełku (film 1967)
Z dala od zgiełku (ang. Far from the Madding Crowd) – brytyjski dramat obyczajowy z 1967 roku w reżyserii Johna Schlesingera na podstawie powieści Thomasa Hardy'ego pod tym samym tytułem.

## Opis fabuły
Anglia w połowie XIX w. Bathsheba Everdene dziedziczy po swoim wuju farmę i postanawia na niej gospodarzyć. Jest ładną, ambitną i energiczną kobietą o niezależnych poglądach. Ma wielu adoratorów, którzy wytrwale konkurują ze sobą. Należą do nich niezamożny, ale doskonale znający się na hodowli pasterz Gabriel Oak i szaleńczo zakochany właściciel ziemski William Boldwood. Ostatecznie jednak, Bathsheba urzeczona jego romantyzmem, wybiera sierżanta królewskich dragonów Francisa Troya. Ten hulaka i kobieciarz poślubia zakochaną w nim dziedziczkę. Jednak Troy niedługo przed małżeństwem miał już kobietę. Była nią Fanny Robin, służąca w folwarku Bathsheby, która umiera przy porodzie dziecka Troya, próżno oczekując jego pomocy. Kiedy Troy dowiaduje się o tym, wpada w rozpacz, ponieważ tak naprawdę kochał Fanny i nawet próbował się z nią ożenić (do związku nie doszło ponieważ niezbyt rozgarnięta Fanny pomyliła kościoły i w dniu ceremonii poszła do niewłaściwego kościoła). Przygnieciony ciężarem odpowiedzialności Troy finguje własną śmierć i odchodzi uznany za zaginionego. Korzystając z okazji, wytrwały Boldwood oświadcza się Bathshebie i zostaje przyjęty pod warunkiem, że minie okres kiedy zgodnie z prawem Troy będzie mógł być uznany za zmarłego (6 lat). Szczęśliwy William wydaje huczne przyjęcie, na którym zjawia się jednak "zaginiony" Troy. Zrozpaczony William zabija ze sztucera Troya i trafia do więzienia, gdzie w jednej ze scen współwięźniowie zbijają dla niego trumnę (jego los jest już więc przesądzony). Bathshebie oświadcza się "stary" konkurent Gabriel i zostaje przyjęty. Obydwoje wstępują w związek małżeński.     

## Obsada
- Julie Christie – Bathsheba Everdene
- Terence Stamp – sierż. Francis Troy
- Peter Finch – William Boldwood
- Alan Bates – Gabriel Oak
- Fiona Walker(inne języki) – Liddy
- Prunella Ransome(inne języki) – Fanny Robin
- Alison Leggatt(inne języki) – pani Hurst
- Paul Dawkins – Henery Fray
- Julian Somers(inne języki) – Jan Coggan
- John Barrett – Joseph Poorgrass
- Freddie Jones – Cainy Ball

## Produkcja
Zdjęcia do filmu kręcono na obszarze dwóch angielskich hrabstw. Do lokalizacji wykorzystanych przez filmowców należały:
- Dorset (Abbotsbury, Bloxworth, Durdle Door, Horton, Maiden Castle, Shaftesbury, Sydling St Nicholas, Weymouth);
- Wiltshire (Devizes)[2].